# Hrabstwo Eau Claire
Hrabstwo Eau Claire (ang. Eau Claire County) – hrabstwo w stanie Wisconsin w Stanach Zjednoczonych.
Obszar całkowity hrabstwa obejmuje powierzchnię 645,28 mil² (1671,27 km²). Według szacunków United States Census Bureau w roku 2009 miało 99 409 mieszkańców. Jego siedzibą administracyjną jest Eau Claire.
Hrabstwo zostało utworzone z Chippewa w 1856. Nazwa pochodzi od miasta Eau Claire.
Na obszarze hrabstwa znajdują się rzeki Chippewa i Eau Claire oraz 20 jezior.

## Miasta
- Altoona
- Augusta
- Bridge Creek
- Brunswick
- Clear Creek
- Drammen
- Eau Claire
- Fairchild
- Lincoln
- Ludington
- Otter Creek
- Pleasant Valley
- Seymour
- Union
- Washington
- Wilson

## Wioski
- Fairchild
- Fall Creek

## CDP
- Seymour